# Bromelia sylvicola
Bromelia sylvicola é uma espécie de gramínea, que foi descrita pela primeira vez por Spencer Le Marchant Moore, em 1895. Bromelia sylvicola pertence ao gênero Bromelia e à família Bromeliaceae. É encontrada no Brasil.